# Sparattanthelium amazonum
Sparattanthelium amazonum Mart. – gatunek roślin z rodziny hernandiowatych (Hernandiaceae Blume). Występuje naturalnie w południowej części Meksyku, w Belize, Gwatemali, Salwadorze, Hondurasie, Nikaragui, Kostaryce, Panamie, Kolumbii, Boliwii oraz Brazylii (w stanach Acre, Amazonas, Piauí i Mato Grosso). 

## Morfologia
PokrójZimozielone drzewo lub krzew dorastające do 3–6 m wysokości.
LiścieMają lancetowaty lub podłużnie lancetowaty kształt. Mierzą 8–15 cm długości i 1,5–3 cm szerokości. Liść na brzegu jest całobrzegi. Wierzchołek jest spiczasty. Ogonek liściowy jest nagi i dorasta do 1–4 cm długości.
KwiatySą jednopienne lub obupłciowe, zebrane w owłosionych wierzchotki dwuramienne. Kwiaty męskie mają 4 lub 5 nietrwałych działek kielicha z 4 pręcikami. Kwiaty żeńskie mają 4 lub 5 działek kielicha, zrośniętych u podstawy.
OwocePestkowce o owalnie elipsoidalnym kształcie. Osiągają 1,5 cm długości i 1 cm średnicy.

## Biologia i ekologia
Rośnie w wilgotnych lasach. Występuje na terenach nizinnych.